# Constantin N. Ifrim
Constantin N. Ifrim (n. 13 septembrie 1884, Buciumeni, Galați, România – d. 14 octombrie 1960, București, România) a fost o personalitate culturală, un om politic, avocat și jurnalist român.

## Biografie
În perioada 1907-1911 a urmat cursurile Facultății de Drept din Iași. A înființat la Iași ziarul Solia Moldovei. În perioada 7 februarie 1925 - 3 februarie 1926 a fost director al publicației Straja. Din 25 iunie 1925 a fost redactor la publicația Cultura poporului. A mai colaborat la publicația Neamul Românesc.

### Primar al Iașiului
A îndeplinit funcția de primar al municipiului Iași în perioada 2 iunie 1943 - 25 august 1944. A militat fervent pentru refacerea orașului. A susținut realizarea statuilor lui Titu Maiorescu, Vasile Conta și A.D. Xenopol și a pus bazele Ateneului Popular din Tătărași.
Constantin N. Ifrim a fost și „un antisemit cu state vechi”, care s-a concentrat încă de la începutul mandatului asupra „problemei evreiești”. El a încercat să șteargă orice urmă a cultului mozaic din oraș și a solicitat internarea evreilor ieșeni în ghetouri sau deportarea lor în lagăre. Ifrim este principalul responsabil al deciziei de distrugere a cimitirului evreiesc din Ciurchi, pe care l-a preluat în proprietatea primăriei printr-un proces-verbal din 16 iulie 1943. La ordinul său, 200 de premilitari au dărâmat vechiul zid de împrejmuire a cimitirului (circa 2.000 m3 de piatră). Sub pretextul mutării osemintelor într-un cimitir evreiesc nou, exhumările au început în septembrie 1943, iar primarul Ifrim a decis ca pietrele de mormânt să fie folosite la consolidarea și drenarea terenului din zona Țicău-Sărărie, afectat de alunecări de teren.
În ciuda protestelor comunității mozaice locale, majoritatea rămășițelor umane din cimitir au fost exhumate până în luna octombrie, ajungându-se la zona mormintelor marilor rabini. La intervenția lui Irineu, mitropolitul Moldovei și Sucevei, premilitarii și muncitorii creștini folosiți la distrugerea cimitirului au fost înlocuiți cu muncitori evrei, pentru a se respecta măcar tradiția iudaică de exhumare. Câteva sute din pietrele de mormânt mai valoroase au fost răscumpărate cu bani de comunitatea mozaică locală și au putut fi transportate, odată cu osemintele, în noul cimitir din Păcurari. Au fost permise ceremonii religioase la locul exhumărilor, dar nu și fotografierea pietrelor de mormânt; excavările au durat 68 de zile și s-au încheiat pe 6 decembrie. În procesul-verbal întocmit la terminarea operațiunii sunt menționate 21900 de exhumări, însă Avram (Abraham) Hahamu, președintele comunității mozaice din Iași, și documente publicate de Yad Vashem, menționează 27000 de morminte. Locuitorii creștini ai Iașiului au refuzat să construiască locuințe pe terenul fostului cimitir evreiesc, care a rămas viran, fiind apoi transformat în parc. În octombrie 2020, o parte a pământului s-a surpat din cauza ploilor, făcând vizibile mai multe monumente funerare.
Constantin N. Ifrim a fost eliberat din funcția de primar al municipiului Iași pe data de 30 septembrie 1944. După război, el a fost arestat și anchetat pentru distrugerea cimitirului din Iași, însă s-a apărat apelând la minciuni și aruncând întreaga responsabilitate asupra comisiei interministeriale prezidate de Ion Antonescu, care decisese mutarea cimitirelor evreiești din zonele centrale ale orașelor.